# Articolla cyclidias
Articolla cyclidias är en fjärilsart som beskrevs av Edward Meyrick 1907. Articolla cyclidias ingår i släktet Articolla och familjen vecklare. Inga underarter finns listade i Catalogue of Life.